# Старий Венгжинув
Старий Венгжинув (пол. Stary Węgrzynów) — село в Польщі, у гміні Слупія Єнджейовського повіту Свентокшиського воєводства.
Населення — 305 осіб (2011).
У 1975-1998 роках село належало до Келецького воєводства.

## Демографія
Демографічна структура на день 31 березня 2011 року:
|          | Загалом | Допрацездатний вік | Працездатний вік | Постпрацездатний вік |
| -------- | ------- | ------------------ | ---------------- | -------------------- |
| Чоловіки | 159     | 28                 | 113              | 18                   |
| Жінки    | 146     | 32                 | 72               | 42                   |
| Разом    | 305     | 60                 | 185              | 60                   |